# Le Monde du souhait
Le Monde du souhait (Wish World) est le septième épisode de la Saison 2 de la série télévisée britannique Doctor Who, diffusé le 24 mai 2025 sur BBC One et Disney+.
Cet épisode est la première partie du finale de la saison avec La Guerre de la réalité, diffusé le 31 mai 2025 sur BBC One et Disney+.

## Distribution
- Ncuti Gatwa (VFB : Maxime Van Santfoort) : Quinzième Docteur
- Varada Sethu (VFB : Fanny Dreiss) : Belinda Chandra
- Millie Gibson (VFB : Marie Braam) : Ruby Sunday
- Archie Panjabi (VFB : Karin Leclercq): La Rani
- Atilla Akinci (VFB : Michael Parys) : Otto Zufall
- Leni Adams (VFB : Naïma Ostrowski) : Violett Zufall
- Sienna-Robyn Mavanga-Phipps (VFB : Suzanne Elbaz) : Poppy
- Jonah Hauer-King (VFB : Maxime Donnay) : Conrad Clark
- Bonnie Langford (VFB : Léonce Wapelhorst): Melanie Bush
- Ruth Madeley (VFB : Maya Boelpaepe) : Shirley Anne Bingham
- Jemma Redgrave (VFB : Stéphane Excoffier) : Kate Lethbridge-Stewart
- Susan Twist (VFB : Rosalia Cuevas) : Susan Triad
- Alexander Devrient (VFB : David Macaluso) : Colonel Christofer Ibrahim
- Nila Aalia (VFB : Valérie Lemaître) : Lakshmi Chandra
- Josephine Lloyd-Welcome : Devika Babu
- Anita Dobson (VFB : Myriam Thyrion) : Mrs. Flood
- Hermon Berhane : Val Balham
- Sam Lawton (VFB : Amélie Saye) : Winnie Petheridge
- Joshua J. Parker : Brian Dale
- Michelle Greenidge (VFB : Bernadette Mouzon) : Carla Sunday
- Angela Wynter (VFB : Francine Laffineuse) : Cherry Sunday
- Carole Ann Ford : Susan Foreman
- Jonathan Groff (VFB : Quentin Minon) : Rogue
- Voix d'Oméga (VFB : Michel Collige) : Stephen Thorne (extrait audio Big Finish - Gallifrey: Intervention Earth)

## Accroche
Les pièges sont tendus et d'anciens ennemis s'allient quand le Docteur et Belinda arrivent enfin à la maison et trouve un monde très différent. Est-ce que le Docteur verra la vérité avant que minuit sonne ?

## Résumé
En Bavière, en 1865, la Rani kidnappe un nouveau né, incarnation de Desidirium, un dieu qui a le pouvoir de transformer les souhaits en réalité. Le 23 mai 2025, le Docteur et Belinda se réveillent dans une réalité, créée par la Rani, où ils se retrouvent être un couple marié avec une fille, Poppy. Dans cette réalité créée par Desidirium, la société est supervisée par Conrad Clark, qui raconte au monde entier l'histoire du Docteur et des Seigneurs du Temps, et est modelée sur sa vision rétrograde, sexiste et homophobe. Ruby Sunday, se rendant compte que quelque chose cloche avec le monde, est incapable de convaincre le Docteur de ses doutes, et doit fuir quand ce dernier appelle la police.
Le Docteur, vivant sous le nom de John Smith, va travailler à UNIT, dans cette réalité altérée est une compagnie d'assurance, où il voit la Rani retourner dans son Palais d'Os au-dessus de Londres. Ses commentaires, remettant en question l'ordre établi, attirent la suspicion de ses collègues. Pendant ce temps, Belinda, ne se souvenant pas de la naissance de Poppy, commence à questionner son rôle en tant que mère. Ruby retrouve Shirley, une ancienne conseillère scientifique de UNIT, qui vit dans un campement de fortune avec d'autres personnes handicapées ou rejetées de la société, qui questionnent également la réalité.
De retour chez lui, le Docteur regarde une transmission de Conrad, mais celle-ci est interrompue par des images de sa petite-fille, Susan Foreman, puis par un message de Rogue qui essaye de lui faire comprendre que la réalité dans laquelle il se trouve est fausse. Suivant les conseils de Rogue, le Docteur observe la preuve tangible que la réalité n'est pas réelle et partage sa découverte avec Belinda qui appelle la police pour dénoncer son mari. Mrs Flood, opérant comme une officière des forces de l'ordre, arrête Belinda avec le Docteur et ramène le duo au Palais d'Os alors que Ruby et Shirley utilisent une tablette de UNIT pour détourner la prochaine transmission de Conrad.
Dans sa forteresse, la Rani révèle au Docteur sa véritable identité, ainsi que celle de Mrs Flood. Elle dévoile son plan, à savoir la destruction de cette nouvelle réalité à l'aide des doutes exprimés par le Docteur pour ramener Omega, le créateur des Seigneurs du Temps, du Sous-Univers. À minuit, le 24 mai 2025, alors que la réalité commence à s'écrouler, le Docteur retrouve la mémoire et se souvient de Poppy, hurlant en tombant du Palais d'Os qu'elle n'est pas une invention de Conrad.

## Continuité
- L'épisode voit le retour de deux personnages apparus dans la Saison 1 de 2024 : Poppy, apparue dans l'épisode Les Bébés de l'Espace et plus récemment dans l'épisode Le Moteur à Histoires, et Rogue, apparu dans l'épisode éponyme.
- L'épisode voit également le retour de Melanie Bush, ancienne compagne du Sixième et Septième Docteur, dernièrement apparue dans les épisodes La Légende de Ruby Sunday et L'Empire de Mort, final de la Saison 1 de 2024.
- Le Sceau de Rassilon, symbole important des Seigneurs du Temps et de Gallifrey, est visible dans le décor du Palais d'Os de la Rani, Mrs Flood et Conrad Clark
- À la fin de l'épisode, la Rani et Conrad mentionnent le nom d'Oméga, ennemi du Docteur et ancien dirigeant de Gallifrey apparue dans l'arc The Three Doctors à l'occasion du 10e anniversaire de la série, diffusé en 1972-1973, aux côtés du Deuxième et Troisième Docteur et dans l'arc Arc of Infinity, diffusé en 1983, aux côtés du Cinquième Docteur.
- Le Quinzième Docteur se fait appeler John Smith et oublie sa véritable identité, une situation identique à celle du Dixième Docteur dans les épisodes  La Famille de sang et Smith, la Montre et le Docteur de la Saison 3.